# Canton Tower
De Canton Tower (Chinees: 广州 塔), voorheen ook bekend als de Guangzhou TV astronomical and Sightseeing Tower (Chinees: 广州 电视台 天文 及 观光塔) en ook wel bekend als De Toren van Guangzhou (Chinees: 广州 塔) is een 600 meter hoog zogenaamd Hyperboloïde gebouw nabij de Chigang Pagoda in Guangzhou (voorheen bekend als Kanton) in de Chinese provincie Guangdong. Een antenne van 150 meter staat op het 450 meter hoge gebouw waarmee het tot 2015 en de bouw van de 632 meter hoge Shanghai Tower het hoogste bouwwerk in China was.
Tot het hoogste punt in 2009 werd bereikt was de CN Tower in Canada met 553 meter de hoogste toren ter wereld. Al in 2010 werd Canton Tower weer van de troon gestoten als hoogste bouwwerk door de Tokyo Skytree van 634 meter.
De Canton Tower staat momenteel op de zevende plaats van hoogste gebouwen ter wereld en op de derde plaats van vrijstaande constructies op aarde. Op de eerste plaats staat de Burj Khalifa met 828 meter.

Het gebouw werd, in verband met de Aziatische Spelen 2010, geopend op 1 oktober 2010. Het observatorium op het dak werd echter pas in december 2011 geopend.

## Naamgeving enetymologie
Sinds het begin van de bouw in 2005 was er discussie over de naamgeving van gebouw. In september 2009 lanceerde de Guangzhou Daily een wedstrijd voor de naam. Er waren meer dan 180.000 inzendingen. "Xin Toren" (Chinees: 海 心 塔; letterlijk: "Toren in de zee") de naam die verwees naar de historische maritieme omgeving van de stad en de geografische nabijheid van Haixinsha Island werd de winnaar. Deze naam werd echter zelden gebruikt. Omwonenden gaven de toren verschillende bijnamen, waaronder "slanke taille" (Chinees: 小蛮腰), "Gedraaid Brandhout" (Chinese : 扭 纹 柴, een metafoor voor "koppig" in het Kantonees) en "Yangdianfeng" (Chinees: 羊 巅峰; letterlijk:. "Piek van de Ram Stad"). In 2010 werd de naam vervangen door "Canton Tower". Deze nieuwe naam zinspeelt op het welvarende verleden van de stad en werd beschouwd als de meest geschikte en minst dubbelzinnige naam van de talloze suggesties die werden gedaan.

## De architecten
Het gebouw werd ontworpen door Information Based Architecture (IBA), van het Nederlandse architectenduo Mark Hemel en Barbara Kuit, in samenwerking met Arup, een internationaal ingenieursbureau met hoofdkantoor in Londen. In 2004 wonnen zij de internationale competitie, waar veel grote architectenbureaus aan deelnamen. De bouw begon in november 2007.

## Structuur en constructie
De gedraaide vorm of hyperboloïde structuur van de Canton Tower is vergelijkbaar met de door de Russische ingenieur en architect Vladimir Sjoechov in 1910 ontworpen Adziogol Vuurtoren (Oekraïne) die op haar beurt gebaseerd is op het Russische octrooi nr 1896 dat op 12 maart 1899 door Shukhov werd verworven. Drie belangrijke elementen daarbij zijn: kolommen, ringen en beugels.
De toren heeft 37 verdiepingen en 2 kelderverdiepingen. Het interieur van de toren is onderverdeeld in zones met verschillende functies, waaronder TV en radio zendfaciliteiten, uitkijkpunten, (draaiende) restaurants, computer gaming hallen, tentoonstellingsruimten, vergaderzalen, winkels, en 4D bioscopen. Op een hoogte van 170 meter begint de "Skywalk", een spiraalvormige trap in de open lucht die omhoog gaat tot 200 meter. Daarboven bevinden zich diverse technische ruimten en een twee verdiepingen tellend draaiende restaurant. De overdekte publieke sterrenwacht ligt 449 m boven de grond. Daar weer boven op 488 meter ligt 's werelds grootste en hoogste openlucht observatiedek. Bovenaan kan, via een rail, met een van de 16 zgn, "bubbels" een ritje van ongeveer een half uur rond de rand van het dak gemaakt worden.

Een dek aan de voet van de toren bevat diverse functionele zaken. Alle infrastructurele verbindingen - metro-en busstations - zijn ondergronds gesitueerd. Dit niveau bevat ook tentoonstellingsruimtes, een food court, een commerciële ruimte, parkeerplaatsen voor auto's en bussen. Er zijn twee types liften; langzame panoramische- en high-speed dubbeldeks liften.

De Canton Tower weegt in totaal 100.000 t (100.000.000 kg), met inbegrip van de antenne van de toren die 1.550 ton (1.550.000 kg) weegt. De totale oppervlakte van het gebouw is 175.458 m² terwijl de netto bruikbare oppervlakte van de toren 114.054 m² bedraagt.

## Architecturale verlichting

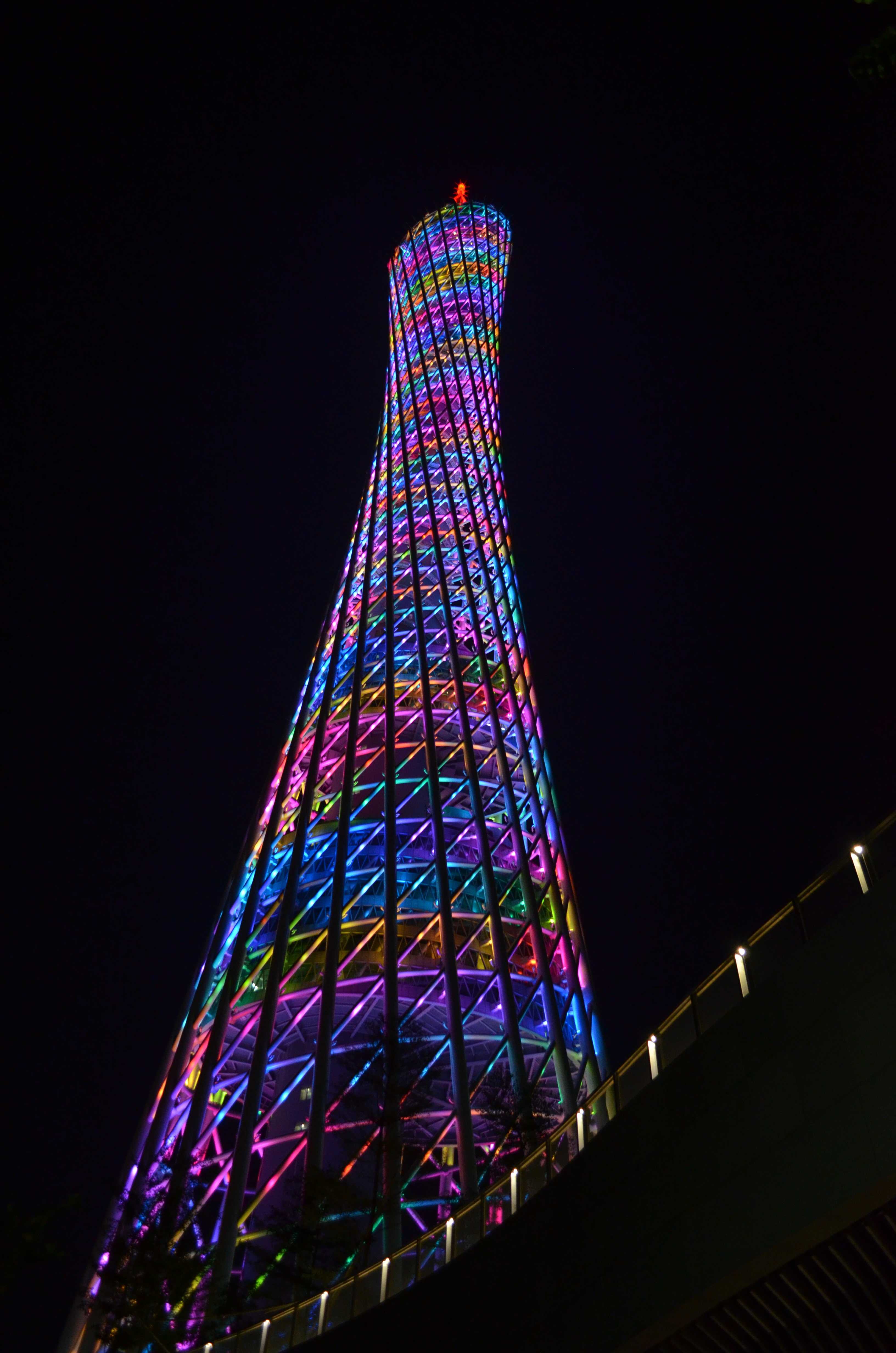

De Canton Tower heeft een architectonische verlichting die is ontworpen door Arup Lighting. Deze verlichting is gebaseerd op het principe dat de toren niet mag worden "verlicht", maar zelf moet "stralen en gloeien". Zevenduizend in de structuur verwerkte Ledlampen verlichten de ringen van de structuur van de toren van onderen. Elk knooppunt in het lichtontwerp is individueel regelbaar om zodoende animaties en kleurveranderingen aan te kunnen sturen over de gehele hoogte van de toren.

## Geografie
De Canton Tower is gelegen direct aan de zuidelijke oever van de Parelrivier en tevens aan de Yiyuan Road (Yuejiang Road West), in de stad Guangzhou, de grootste en tevens hoofdstad van de provincie Guangdong, die ligt in het zuidelijkste deel van de Volksrepubliek China. Er zijn een aantal bezienswaardigheden rond de toren, zoals enkele pagodes en een park.

## Media
De toren was het hoofdonderwerp van een aflevering van National Geographic's Big, Bigger, Biggest.